# Claire Chevrillon
Pour les articles homonymes, voir Chevrillon.
Claire Catherine Chevrillon, née le 2 août 1907 à Bourron-Marlotte, et morte le 12 octobre 2011 dans le 5e arrondissement de Paris, alias Christiane Clouet, est une militante de la Résistance française.

## Biographie
Fille de l'académicien André Chevrillon, Claire est professeur d'anglais. Mise en contact en été 1942 avec l’officier FFL Jean Ayral, qui la recrute, elle travaille avec l'opérateur radio François Briant comme codeuse de messages sous les ordres de Paul Schmidt du BCRA. 
À la demande de Daniel Cordier, à qui Jean Moulin rentré de Londres en mars 1943 a donné l'ordre de déménager de Lyon à Paris la direction des services de la Délégation générale gaullienne, et qui a besoin d'agents supplémentaires, Ayral - à qui Moulin a alors confié la responsabilité du Bureau des opérations aériennes (BOA) en France occupée - lui transfère Claire Chevrillon à la fin mars - début avril 1943, ainsi que l'amie de celle-ci, Jacqueline Pery d'Alincourt, qui toutes deux intègrent alors l'équipe de Daniel Cordier. 
Arrêtée par la police française le 21 avril 1943 et remise à la Gestapo, elle est incarcérée à Fresnes, mais est libérée le 18 juin et rejoint dès le mois de septembre le service du chiffre de la Délégation générale dans l'entourage immédiat de Claude Bouchinet-Serreulles.

## Commentaires
L'intérêt de son ouvrage Une résistance ordinaire, paru en 1999, est de montrer au quotidien le travail d'un rouage essentiel du dispositif de liaison entre les résistants et Londres.

## Distinction
Médaille de la Résistance française, avec rosette (décret du 17 novembre 1945)